# Agalsidase alfa
Agalsidase alfa (merknaam Replagal) is een weesgeneesmiddel voor enzymvervangende therapie bij behandeling van de ziekte van Fabry. Het vervangt het ontbrekende alpha-galactosidase een glycoside hydrolase-enzym. Het middel doet de nierfunctie stabiliseren of vertraagt het optreden van terminaal nierfalen.
Agalsidase alfa is goedgekeurd voor de Europese markt in 2001. De Amerikaanse FDA heeft nog geen goedkeuring verleend.
De kosten voor het gebruik van Agalsidase alfa bedragen een kleine 200.000 euro per patiënt per jaar, uitgaande van een patiënt van 70 kg en dosering van 0,2 mg/kg.